# Mannen van Mars
Mannen van Mars is een komische Nederlandse speelfilm uit 2018.
Deze film is gebaseerd op de Deense film 'Klassefesten'.

## Verhaal
Drie schoolvrienden keren terug naar Het Marsman College voor de reünie. De drie oude vrienden hebben elk zo hun eigen problemen in hun leven 25 jaar na hun middelbareschooltijd.

## Rolverdeling
- Bodil de la Parra als Baliemedewerkster Kliniek
- Cynthia Abma als Saskia
- Evrim Akyigit als Vrouw met ballon
- Daniël Boissevain als Edwin
- Daniël Brongers als klasgenoot
- Esmée de la Bretonière als Barbara
- Frederik Brom als Wilbert
- Holly Mae Brood als Josefien
- Huub Smit als Peter
- Jennifer Hoffman als Monique
- Lisa Zweerman als Amber
- Loïs Beekhuizen als Lisa
- Mac Gabriel als Christiaan
- Martijn Fischer als Mark
- Mark Rietman als Guillaume
- Ruud Gullit als zichzelf
- Tarikh Janssen als Felix
- Belinda van der Stoep als schoonheidsspecialiste